# Односи Србије и Бугарске
Односи Србије и Бугарске су инострани односи Републике Србије и Републике Бугарске.
Односи Србије и Бугарске су постојали и много пре Берлинског конгреса 1878. Званични дипломатски односи су успостављени 18. јануара 1879. Србија има амбасаду у Софији, а Бугарска има амбасаду у Београду. Деле заједничку државну границу у дужини од 318 km.

## Историја односа

### Средњи век
Српска племена и прве средњовековне државне творевине су биле под јаким притиском два суседна царства: Византијом и Првим бугарским царством. Бројни ратови и напади бугарских и византијских снага за контролу над западним Балканом, били су стална претња Рашкој све до 12. века.
Појавом Стефана Немање, а посебно Стефана Првовенчаног и даљег низа владара из династије Немањића, Србија се све више успоставља као равноправни партнер са Бугарском. Међутим, тензије између две државе никако нису престајале. Тек битком код Велбужда 1330, Србија успоставља доминацију на Балкану која ће трајати све до турске најезде.
Политички бракови између српског и бугарског племства су били бројни и чести. Најзначајни брак је женидба будућег цара Душана бугарском принцезом, царицом Јеленом.

#### Пад под турску власт
Падом Бугарске под турско ропство, низ бугарских учених људи прелази у Српску деспотовину. Међу њима је најпознатији животописац деспота Стефана Лазаревића, Константин Филозоф. Ова интелектуална имиграција је оставила значајног трага у Србији, посебно у домену језика. Константин Филозоф је био кључни човек који је извршио Ресавску реформу српске редакције старословенског језика, која представља корак уназад у односу на Реформу светог Саве и приближавање језика бугарској норми.
Падом Српске деспотовине 1459, оба народа се налазе у истој, потчињеној позицији. Хришћанско становништво Србије и Бугарске је трпело многе репресалије турске администрације, међу којима су најчувенији премештање читавих села и подручја из једног краја Царства на други, као и злогласни данак у крви. Ово је проузроковало велику етничку измешаност на Балкану, као и честе буне и хајдучију.

### Обнављање Србије и Бугарске
До конкретних ослободилачких акција двају народа долази 1804. са почетком Српске револуције. Многи Бугари се прикључују српским устаницима. Након Другог српског устанка, а посебно за време кнеза Михаила Обреновића, долази до блиских контаката Србије са бугарским побуњеницима. У Београду се формира бугарска чета која се обучава за ослободилачки рат у Бугарској и која је учествовала на српској страни у инциденту на Чукур-чесми у Београду 1862. године. Такође, кнез Михаило договара са Бугарским одбором у Букурешту формирање заједничке државе Срба и Бугара (види Балканија).
1870. долази до стварања Бугарске егзархије унутар Турске царевине.

#### Велика источна криза
Почетком Руско-турског рата 1877, Србија се прикључује Русији. Српска војска је показала велику умешност, и војним победама и продором дуж Јужне Мораве, помогла је руској војсци при ослобађању Бугарске. Сходно својим заслугама, кнез Милан Обреновић и Јован Ристић, делегат Србије на мировној конференцији, сматрали су да Србији треба да припадну подручја која је ослободила српска војска. Међутим, руска страна је била потпуно другог схватања и решила се за стварање Велике Бугарске. Оваква Бугарска је, по руском кнезу Черкаскију, требало да се протеже од Егејског мора до Охрида, прикључивши јој чак и Ниш, Призрен и Приштину. Ово је потпуно револтирало Србију која се осећала превареном и искоришћеном и створило је почетак врло опасног српско-бугарског непријатељства.
Србија, на челу са Јованом Ристићем, брзо се окрећу Бечу и Берлину и њихов незадовољству руском доминацијом на Балкану и помаже отварање Берлинског конгреса, који ће извршити ревизију Санстефанског споразума. За то време, Србија је постигла да не повлачи своју војску са ослобођених територија све док се не донесе коначна одлука у Берлину. Берлински конгрес је Србији признао међународну независност и признао јој територијалне добитке које је ослободила српска војска. Са друге стране, Бугарској није призната независност, подељена је на две аутономне области у оквиру Османског царства (види Кнежевина Бугарска и Источна Румелија) и њене границе предвиђене Санстефанским споразумом су значајно смањене. Овакво решење је изазвало велико огорчење, овог пута у Бугарској.

### После Берлинског конгреса
И поред контроверзи два мировна конгреса, односи Србије и Бугарске остају пријатељски. Међутим, јављају се нова отворена питања која заоштравају ове односе.
- Ривалство у Македонском питању
- Територијални спор настао мењањем тока реке Тимок
- Питање политичке емиграције која се склонила у Бугарску након Тимочке буне 1883.
- Растућа непопуларност краља Милана Обреновића у Србији.

Та отворена питања су међу неколико узрока Српско-бугарског рата 1885.
Дипломатски односи су успостављени 1879. године.

#### Српско-бугарски рат 1885.
Непосредан повод за отпочињање рата био је бугарски преврат у Источној Румелији и проглашење уједињене Бугарске 6. септембра 1885. у Пловдиву. С једне стране, Србија се уплашила да ће уједињена Бугарска бити исувише јак ривал у области Македоније. С друге стране, краљ Милан је желео да једном ратном победом скрене пажњу српске јавности са унутрашњих проблема.
Овај рат се по Србију завршио дебаклом. Једино је интервенцијом Беча спречена потпуна катастрофа. Беч је од Москве тражио да Софија повуче своју војску и да ситуација по питању територија остане непромењена.

#### Спор око Македоније
Уједињењем Бугарске 1885. и проглашењем њене независности 1908. године, све више расту бугарски апетити по питању Македоније. На овом простору су се сусрела три млада и незајажљива национализма:
- Грчка Мегали идеа, тј. идеја о обнови Византијског царства са престоницом у Цариграду, а која би обухватала и целу Македонију;
- Бугарска идеја о обнови Бугарског царства или о остварењу Санстефанске Бугарске из уговора 1878 године. Званична Бугарска је сматрала да Македонци нису ништа друго до етнички Бугари;
- Србијанска идеја о Старој Србији.

Све три стране су почетком 20. века почеле жустру агитацију на подручју Македоније. Грчка је највише радила преко цркве у којој је већина свештенства била грчког порекла и коју су водили Грци. Са друге стране, Србија и Бугарска су своју агитацију вршиле путем образовања и лобирања код средње класе код Македонаца. Убрзо су се појавиле и револуционарне групе које су се бориле у име једне од три стране, а најчешће су то биле одметничке банде које су радиле за свој интерес и терорисале цивилно становништво Македоније. Такође, убрзо у причу улази и Румунија са својом тезом да Власи који живе у Македонији представљају етничке Румуне. Овај потез Румуније је мање био мотивисан заштитом влашког становништва, а више притиском на Бугарску по питању Добруџе, као и жељом да се Румунија постави као значајан чинилац у балканским односима.

### Балкански ратови

#### Први балкански рат
Председник владе Краљевине Србије Милован Миловановић је јасно увидео да је питање Македоније најбоље и најповољније може решити свебалканским договором, а посебно договором Србије и Бугарске као кључних актера. Стога он, у име Србије, потписује Уговор са Бугарском 13. марта 1912. Овај споразум предвиђа:
- Протеривање Турака из Европе
- Проширивање Србије на Албанију и њен излазак на Јадранско море
- Разграничење Србије и Бугарске у Македонији: граница Србије би била све северно од Криве Паланке и пружа се опште у југо-западном правцу до Охридског језера. Питање Струге била би предмет арбитраже руског цара након завршетка рата.

Овај Уговор је био окосница будућег Балканског савеза између Србије, Бугарске, Црне Горе и Грчке којим је отпочео Први балкански рат и којим су Турци протерани из највећег дела Европе. За време рата Српска војска је помагала Бугарској слањем снага под командом Степе Степановића у опсаду Једрена.

#### Други балкански рат
Други балкански рат Бугарска је започела нападом на дотадашње савезнике, почео је општим ноћним нападом Бугара на српску војску, без претходне објаве рата.

### Први светски рат
Краљевина Бугарска је постала чланица Централних сила и 1915 напала Србију. Са сломом бугарске војске на Солунском фронту Бугарска је прва од Централних сила која је објавила капитулацију.

### Односи Југославије и Бугарске

#### Између два светска рата
Краљ Александар се сусрео са бугарским краљем Борисом на Београдској железничкој станици 18. септембра 1933. Састанак је требало да траје 21 минут, али се одужио на више од сат времена. Том приликом, краљ Александар је променио своје мишљење о краљу Борису.
Према извесним наводима, краљ Борис је провео строго инкогнито у Југославији недељу дана, када га је краљ Александар упознао са виђенијим личностима у југословенској држави. Бугарски краљевски пар боравио је у званичној посети Београду од 10. до 13. децембра 1933. Током ових сусрета, два монарха су договарали ближу сарадњу Југославије и Бугарске, одрицање Софије од територијалних претензија према суседу, напуштање тзв. "македонског питања" и обрачун владе у Софији са ВМРО.
Краљ Александар и Краљица Марија су од 27. до 30. септембра 1934. званично посетили Бугарску. Само девет дана пре него што ће бити убијен у Марсељу, краљ Александар Први Карађорђевић завршио је 30. септембра 1934. године посету Бугарској.
Председник владе и министар иностраних послова  Милан Стојадиновић је и пре повратка на власт тежио успостављању пријатељских односа са Бугарском, 1933-1934. године. По формирању своје владе, настојао је да омогући мирну ревизију међународних уговора како би омогућио бугарској држави да добије територијални излаз на Егејско море, 1936. године. Даље зближавање је омогућено потписивање Пакта о вечном пријатељству две земље 1937. године. На састанку организованом у Нишу 30. октобра 1938. Милан Стојадиновић и Георгиј Кјосеиванов, председник Владе Краљевине Бугарске, разматрали су могућност успостављања царинске уније и војног савеза.

Међутим, кнез Павле Карађорђевић није веровао у искреност краља Бориса. Како је сам говорио о бугарском монарху: "Он је са свима добар - у Лондону је Енглез, у Берлину Кобург, а у Италији Парма". Његово неповерење, према Бугарима уопште, делили су војни врх и помоћник министра иностраних послова Иво Андрић. Стојадиновићеву идеју блиске сарадње са Бугарском делили су помоћници министра иностраних дела Владислав Мартинац и Милоје Смиљанић, стим што се Мартинац противио идеји о југословенско-бугарском уједињењу. Нови министар иностраних послова Александар Цинцар-Марковић није напуштао идеју сарадње са Бугарском, али је после избијања Другог светског рата ишао само дотле докле је то одговарало југословенским интересима.
Бугарска је 1. марта 1941. приступила Тројном пакту, поставши савезницом Немачке, Јапана и Италије. Након тога су немачке снаге ушле у Бугарску како би припремиле инвазију на Југославију и Грчку.

#### Транзиционе 90-е
За време распада Југославије Бугарска је знатно потпомогла сецесионисте у Словенији и Хрватској са кријумчарењем оружја преко бугарских лука (Бургас, Варна) у луку Копер. Прво оружје из Бургаса стигло је 20. јуна 1991, 7 дана пред почетком рата у Словенији.
Бугарска је прва земља која је признала независност Републике Македоније 1991.

### Независна Србија
Бугарска је 2008. признала самопроглашено Косово као независну државу, што је заоштрило односе два народа, али две земље имају добру сарадњу у области културе, што се види у примерима копродукције српских филмова.
Србија и Бугарска су 2018. године прославиле 140 година модерних дипломатских односа.
Председници Србије Александар Вучић и бугарски премијер Бојко Борисов закључили су да је отварање Балканског гасовода кроз Бугарску и Србију 2021. године „изванредан успех две братске државе“.
Децембра 2023. српске обавештајне и полицијске снаге ухапсиле су бугарског шпијуна Љ. Г. (61) из Босилеграда, запосленог у Центру за културу и резервног официра Војске Србије, који се сумњичи да је водио широку шпијунску мрежу на југу Србије.
Бугарска је крајем 2023. најавила да ће Србији и Мађарској увести порез на транзит природног гаса из Русије. Октобра 2023. Србија и Мађарска су том приликом заједнички саопштиле да неће оставити „непријатељску бугарску одлуку без одговарајућег одговора”. Бугарска је повукла своју одлуку децембра 2023.
Почетком 2024. председник Бугарске Румен Радев и потпредседница Илиана Јотова. Они су тражили да Бугари добију статус националне мањине на спорној територији Косова и да буду препознати у њиховом уставном документу. Бугарски званичници су настојали да тврде да су Горанци бугарског порекла.

## Билатерални односи
Садашњи односи Србије и Бугарске остали су добри иако су били жестоко пољуљани када је Бугарска званично признала независност Косова и Метохије.
Од 2007. Бугарска је члан Европске уније и подржава чланство Србије у тој организацији.

### Косово
Бугарска је признала једнострано проглашење независности Косова.
Бугарска је гласала за пријем Косова у УНЕСКО приликом гласања 2015.

### Посете
- Председник Владе Р. Србије Александар Вучић учествовао је на трилатералном састанку председника Влада Р. Бугарске, Мађарске и Р. Србије, у Бургасу, 13. септембра 2016.
- Председник Владе Р. Србије, Александар Вучић учествовао је на трилатералном састанку председника Влада Р. Бугарске, Румуније и Р. Србије, у Софији, 24. октобра 2015.
- На позив председника Р. Србије, Томислава Николића, председник Р. Бугарске, Росен Плевнелиев боравио је у узвратној посети Р. Србији, 12-13. марта 2015.

### Економски односи
Економска сарадња се одвија претежно путем робне размене. По обиму размене, Р. Бугарска спада међу значајније трговинске партнере Р. Србије.
- У 2018. години укупна спољнотрговинска размена је износила 1,236 милијарду долара, од чега се на српски извоз односи 725 милиона долара, а увоз 511 милиона УСД. Поред трговине, најзначајније области у економској сарадњи су саобраћај, енергетика, туризам и прекогранична сарадња.
- У 2019. години, извоз Србије је износио 647 милиона УСД, а увоз 520 милиона долара.
- У 2020. години укупна спољнотрговинска размена износила је 1,090 милијарду долара, од чега се на наш извоз односи 623 милиона долара, а увоз 467 милиона УСД.[25][26]

Поред трговине, значајне области у економској сарадњи су саобраћај, инфраструктура, енергетика, туризам, сарадња малих и средњих предузећа.

## Дипломатски представници

### У Београду
- Петко Дојков, амбасадор, 2021. —
- Радко Влајков, амбасадор, 2016. — 2020.
- Ангел Димитров, амбасадор, 2012. — 2016.
- Георги Димитров, амбасадор, 2005. — 2012.
- Јани Милчаков, амбасадор, 2001. - 2005.
- Ивајло Трифонов, амбасадор, 1997. - 2001.
- Филип Ишпеков, амбасадор, 1996. - 1997.
- Георги Јуруков, отправник послова, 1994. —
- Јордан Кожухаров, отпр. послова, 1993. —
- Марко Марков, амбасадор, 1990. —
- Белчо Белчев, амбасадор, 1988. — 1989.
- Стефан Стајков, амбасадор, 1982. - 1987.
- Рајко Николов, амбасадор, 1978. — 1982.
- Стефан Петров, амбасадор, 1974. -
- Николај Минчев, амбасадор, 1972. —
- Георги Петков, амбасадор, 1967. —
- Груди Атанасов, амбасадор 1959. — 1967.
- Мишо Николов, амбасадор, 1956. -
- Љубомир Ангелов, амбасадор, 1953. —
- Пело Пеловски, амбасадор, 1948. — 1949.
- Сава Гановски, посланик, 1947. — 1948.
- /  Петар Тодоров, политички представник, 1944. — 1945. а потом и посланик, 1945. — 1947.
- Стоил Стоилов, посланик, 1940. — 1941.
- Иван Попов, посланик, 1937. — 1940.
- Дечко Караџов, посланик, 1936. — 1937.
- Димо Казасов, посланик, 1935. — 1936.
- Георги Кјосеиванов, посланик, 1933. — 1934.
- Константин Вакарелски, посланик, 1923. —
- Коста Тодоров, отпр. послова а потом и посланик, 1920. —
- Стефан Чапрашиков, посланик, 1914. - 1915.
- /  Андреј Тошев,агент а потом и посланик, 1908. — 1913.
- Димитар Ризов, агент, 1905—1907.
- Христофор Хесапчиев, агент, 1904. — 1905.
- Константин Величков, агент, 1902. — 1904.
- Христо Бракалов, агент, 1899. -
- Михалаки Георгиев, агент, 1897. —
- Хараламби Срмаџиев, агент, 1896. —
- Богдан Горанов, привремени управник, 1892. —
- Петар Димитров, агент, 1890. —
- Димитар Минчевич, агент, 1887. — 1889.
- Георги Странски, агент, 1885. — 1887.
- Иван Гешов, пр. управник, 1883. —
- Димитар Кирович, агент, 1879. —

### У Софији
- др Жељко M. Јовић, амбасадор, 2019 -
- Владимир Ћургус, амбасадор, 2013—2019.
- Александар Црквењаков, амбасадор, 2009—2013.
- Данило Вучетић, амбасадор, 2005 -
- Чедомир Радојковић, амбасадор, 2001 -
- Данко Прокић, отправник послова, 1999—2001.
- Радош Смиљковић, амбасадор, 1996—1998.
- Срећко Ђукић, отпр. послова
- Миленко Стефановић, амбасадор, 1987—
- Илија Ђукић, амбасадор, 1983—1987.
- Данило Пурић, амбасадор, 1979—1983.
- Радован Урошев, амбасадор, 1975—1979.
- Анте Дрндић, амбасадор, 1971—1975.
- Кирил Миљовски, амбасадор, 1967—1971.
- Дража Марковић, амбасадор, 1963—1967.
- Предраг Ајтић, амбасадор, 1962—1963.
- Радош Јовановић, амбасадор, 1957—1962.
- Мита Миљковић, амбасадор, 1953—1957.
- Раиф Диздаревић, отпр. послова, —1953.
- Јосип Ђерђа, амбасадор, 1948—1950.[28]
- Обрад Цицмил, амбасадор, 1948.
- Никола Ковачевић, амбасадор, 1945—1947.
- Владимир Милановић, посланик, 1940. — 1941.
- Момчило Јуришић Штурм, посланик, 1936. — 1940.
- Александар Цинцар-Марковић, посланик, 1934. — 1935.
- Александар Вукчевић, посланик, 1930. — 1933.
- Љубомир Нешић, посланик, 1927. — 1930.
- Милан Ракић, посланик, јануар 1921. — фебруар 1927.
- Јеврем Тадић, комесар убрзо и отправник послова, 1920. — 1921.
- Мита Димитријевић, комесар, 1920.
- Милан Туцаковић, делегат Владе и Врховне команде при француској војсци, 1918. — 1920.
- Бошко Чолак-Антић, посланик, 1914—
- Мирослав Спалајковић, посланик, 1911. — 1913.
- Светислав Симић, агент, 1904. - 1908. а затим и посланик, 1908. -
- Јован Јовановић Пижон, отпр. послова, 1904.
- Бошко Чолак-Антић, отпр. послова, 1903. — 1904.
- Павле Маринковић, 1901. — 1903.
- Јован Ђаја, агент и ген. конзул, 1900. —
- Милан Михаиловић, агент и ген. конзул
- Стејић, агент и ген. конзул
- Димитрије Боди, отправник послова, 1889. —
- Риста Данић, заступник, — 1889.
- Ђорђе Симић, генерални конзул, 1882. — 1884.
- Сава Грујић, агент, 1879. — 1882.

## Поређење
|                     | Бугарска | Србија                                                                                               |
| ------------------- | --- | --- |
| Становништво        | 7.606.551 | 7.498.001 (без КиМ)                                                                                  |
| Површина            | 110.910 | 88.361 km²                                                                                           |
| Густина насељености | 68,9 /km² | 96,78/km² (без КиМ)                                                                                  |
| Главни град         | Софија - 1.404.929 (1.449.108 шире подручје)                                                                                    | Београд - 1.182.000 (1.630.000 шире подручје)                                                        |
| Облик владавине     | Парламентарна република | Парламентарна република                                                                              |
| Званични језик      | Бугарски | Српски                                                                                               |
| Вероисповест        | 82,64% Православље, 12,20% Ислам, 0,55% Католицизам, 0,53% Протестантизам, 0,19% остало, 3,57% неизјашњени, 0,31% нема података | 84,1% Православље, 6,24% Католицизам, 4,82% Ислам, 1,44% Протестантизам, 3,4% атеисти                |
| Етничка структура   | 84% Бугари, 9% Турци, 5% Роми, 2% остали                                                                                        | 82,86% Срби, 3,91% Мађари, 1,82% Бошњаци, 1,44% Роми, 1,08% Југословени, 0,89% Словаци, 9,79% остали |
| ГДП (номинални)     | 51,989 милијарди $ (6.857 $ по глави становника)                                                                                | 50,061 милијарди (6.781 $ по глави становника)                                                       |